# Episodi di Hidden Palms
La prime e unica stagione della serie televisiva Hidden Palms è composta da 8 episodi ed è stata trasmessa negli Stati Uniti sul canale The CW dal 30 maggio 2007 al 4 luglio 2007.
In Italia è andata in onda su Rai 2 in esclusiva dal 7 giugno 2008 al 26 luglio 2008 ogni sabato con un episodio alle 15.30 e ha riscontrato degli ottimi ascolti per la fascia oraria ed il giorno in cui è stata proposta.
| nº | Titolo originale    | Titolo italiano         | Prima TV USA   | Prima TV Italia |
| -- | ------------------- | ----------------------- | -------------- | --------------- |
| 1  | Pilot               | Nuova città, nuova casa | 30 maggio 2007 | 7 giugno 2008   |
| 2  | Ghosts              | Fantasmi                | 6 giugno 2007  | 14 giugno 2008  |
| 3  | Party Hardy         | Festa a sorpresa        | 13 giugno 2007 | 21 giugno 2008  |
| 4  | What Liza Beneath   | Il segreto di Liza      | 20 giugno 2007 | 28 giugno 2008  |
| 5  | Mulligan            | Padri e figli           | 20 giugno 2007 | 5 luglio 2008   |
| 6  | Dangerous Liaisons  | Relazioni pericolose    | 27 giugno 2007 | 12 luglio 2008  |
| 7  | Stand By Your Woman | Amori e sospetti        | 27 giugno 2007 | 19 luglio 2008  |
| 8  | Second Chances      | Un'altra occasione      | 4 luglio 2007  | 26 luglio 2008  |

## Nuova città, nuova casa
- Titolo originale: Pilot
- Diretto da: Scott Winant
- Scritto da: Kevin Williamson

### Trama
Dopo aver trascorso un anno in riabilitazione in seguito al suicidio del padre, Johnny Miller, sua madre ed il suo nuovo patrigno si trasferiscono a Palm Springs; qui il ragazzo conosce l'enigmatica Greta, l'ambiguo Cliff, la figlia del sindaco Michelle e la cervellona Liza. Ben presto risulta evidente che Cliff e Greta sono molto più collegati di quanto sembri e che sappiano qualcosa sulla morte di Eddie, il ragazzo che abitava nella casa di Johnny.
Altri interpreti: Leslie Jordan (Jesse Jo), Tim DeKay (Padre di Johnny), Kevin Kilner (George Witter), Nicole Bilderback (Blair Meadows), Cheryl White (Helen Witter), Lamont D. Thompson (Wally Meadows), Dana Davis (Michelle Meadows)

## Fantasmi
- Titolo originale: Ghosts
- Diretto da: Scott Winant
- Scritto da: Kevin Williamson

### Trama
L'arrivo di una vecchia amica della riabilitazione di Johnny, Nikki, manda Greta fuori di testa dalla gelosia. Nel frattempo Johnny riceve inquietanti inviti di chat da qualcuno di misterioso ed apprende fatti scioccanti sulla morte di Eddie.
Altri interpreti: Leslie Jordan (Jesse Jo), J.D. Pardo (Eddie Nolan), Laura Waters (Teen Country Club Patron), Heather Taylor (Bagnina), Silas Stojanovic (Country Club Patron), David Sotelo (Country Club Bartender), Andrew M. Rose (Country Club Patron), Steve Fox (VIP ricco), J.R. Cacia (Travis Dean), Randy Messersmith (Male Speaker), James Spieser (Cantante)

## Festa a sorpresa
- Titolo originale: Party Hardy
- Diretto da: John D. Kretchmer
- Scritto da: Steve Blackman

### Trama
Johnny lascia Nikki a casa da sola per un'ora, ma lei, dopo aver chiamato alcuni amici, combina un disastro. Intanto Greta si confronta con Cliff su come si sta comportando con Johnny e la madre di Cliff invita a trasferirsi in casa sua il suo nuovo fidanzato, con enorme disappunto di Cliff.
Altri interpreti: J.D. Pardo (Eddie Nolan), Roy C. Patterson (Featured Background), Cavin Gray (Hot Guy), Daniel Nathan Spector (Stoner), J.R. Cacia (Travis Dean), Luciana Carro (Kaylie)

## Il segreto di Liza
- Titolo originale: What Liza Beneath
- Diretto da: Nick Marck
- Scritto da: Barbie Kligman

### Trama
Greta rivela particolari scioccanti sulla morte di Eddie. Johnny apprende che la madre di Eddie vive ancora nelle vicinanze e decide di andare a trovarla. Cliff intanto si avvicina a Nikki ed elabora un piano per liberarsi del gigolò che ha sedotto sua madre.
Altri interpreti: Valerie Cruz (Maria Nolan), Leslie Jordan (Jesse Jo), J.R. Cacia (Travis Dean)

## Padri e figli
- Titolo originale: Mulligan
- Diretto da: Perry Lang
- Scritto da: Daniel Arkin

### Trama
Liza fa una scioccante scoperta dopo essersi intrufolata nella stanza di Cliff in cerca di prove della morte di Eddie. Johnny partecipa, controvoglia, ad un torneo di golf di beneficenza insieme a Bob; intanto torna il padre di Greta che inizia a sedurre Tess.
Altri interpreti: Kyle Secor (Skip Matthews), Valerie Cruz (Maria Nolan)

## Relazioni pericolose
- Titolo originale: Dangerous Liaisons
- Diretto da: Patrick Norris
- Scritto da: Paula Yoo

### Trama
Johnny chiede spiegazioni a Cliff sul vestito di Halloween insanguinato di Greta. Nikki scopre un segreto di Cliff. Intanto gli Hardy ospitano la festa di compleanno di Tess; Bob si ingelosisce quando vede Skip flirtare con Karen perché gli ricorda di quando l'ha conosciuta.
Altri interpreti: Kyle Secor (Skip Matthews), Valerie Cruz (Maria Nolan), Johann Urb (Steve)

## Amori e sospetti
- Titolo originale: Stand By Your Woman
- Diretto da: Dan Lerner
- Scritto da: Bryan M. Holdman

### Trama
Quando Johnny rivela la tresca tra Cliff e la sig.ra Nolan a Liza e Greta, il gruppo conclude che questo possa essere uno dei motivi per cui Eddie è stato ucciso. Johnny è tuttavia colto da dubbi quando trova un video in cui Liza ed Eddie si baciano. Cliff decide finalmente di chiudere con la sig.ra Nolan per riconquistare l'affetto di Nikki mentre Tess e Skip continuano la loro relazione.
Altri interpreti: Leslie Jordan (Jesse Jo), Kyle Secor (Skip Matthews), Valerie Cruz (Maria Nolan), J.D. Pardo (Eddie Nolan), Sidney Malone (Country Club Patron), Bob Huff (Country Club Member), Rita Kurtz (Upscale Country Club Member)

## Un'altra occasione
- Titolo originale: Second Chances
- Diretto da: Perry Lang
- Scritto da: Bryan M. Holdman

### Trama
La verità sull'omicidio di Eddie viene finalmente alla luce.
Johnny va da Cliff per aiutarlo a rubare il portatile di Eddie dalla casa della signora Nolan. Fanno dei tentativi, ma sono scoperti da lei e scappano. Johnny comincia a risolvere il mistero, si rende conto che il cattivo è il papà di Greta. Alla fine, Liza va a casa della signora Nolan per rubare il computer portatile di Eddie e la trova morta. La signora Nolan si è sparata, ammettendo che è stata lei ad uccidere il figlio. Tuttavia, alla fine dell'episodio, a Johnny arriva un'e-mail con un video, probabilmente inviato dalla signora Nolan prima di uccidersi. Nel video, si rivela che Eddie aveva capito che il padre di Greta e la madre stavano tramando per uccidere la madre di Greta che poi è morta. I due gli cercarono di spiegare che aveva il cancro, ma Eddie non volle ascoltare, lasciando il mistero della morte della madre di Greta irrisolto. Alla fine del video è dimostrato che Eddie era in possesso della pistola che l'ha ucciso, e nel corso di una lotta, il papà di Greta spinge la pistola verso la testa di Eddie e tira il grilletto. Dopo, il padre di Greta grida a un'angosciata Maria Nolan, "L'abbiamo fatto insieme". Johnny guarda sotto shock e l'episodio finisce.